# Mohsen Ghasemi
Mohsen Ghasemi (pers.محسن قاسمی; ur. 28 stycznia 1991) – irański zapaśnik w stylu klasycznym. Dwukrotny uczestnik mistrzostw świata, dziesiąte miejsce w 2010. Złoty medalista mistrzostw Azji w 2011. Jedenasty w Pucharze Świata w 2012 roku.